# Breakin’... There’s No Stopping Us
Breakin’ … There’s No Stopping Us ist ein Lied von Ollie & Jerry aus dem Jahr 1984, das von der Band geschrieben und produziert wurde. Zudem ist es Bestandteil des Soundtracks zum Film Breakin’.

## Geschichte
Die Veröffentlichung fand am 21. Juni 1984 statt. Abgesehen von den Vereinigten Staaten (Platz neun) und dem Vereinigten Königreich (Platz fünf) wurde es auch in Neuseeland (Platz 7) und den Niederlanden (Platz 27) recht erfolgreich.
Für das Schlagzeug verwendete man einen Roland TR-808.

## Musikvideo
Das Musikvideo besteht aus vielen Szenen des Filmes Breakin’, in der Handlung tanzen alle Hauptdarsteller und auch Jean-Claude Van Damme im Hintergrund.

## Coverversionen
- 1998: Ice-T
- 2003: Chaka Khan